# Bencomo
Imobac Bencomo va ser Mencey de Taoro. Fou un dels 9 menceys que governaven l'illa de Tenerife durant l'any 1494. El seu menceyato estigué cronològicament dins de l'episodi històric conegut com a Conquesta de Canàries.
També va rebre l'àlies de "Rei Gran", va ser una figura representativa de la resistència dels guanxes, sobretot, per la seva victòria amb 300 guerrers a la Primera Batalla d'Acentejo (maig 1494) davant les tropes castellanes. En el moment que precedeix just a la conquesta, l'illa de Tenerife es trobava en un conflicte entre els distints menceyatos. Bencomo pretenia constituir un poder hegemònic a tota l'illa, el que va produir un enfrontament entre els menceyatos del sud, de menor riquesa ecològica. La presència europea en les illes havia anat accelerant un procés de progressiva organització complexa del poder, tendint a una major jerarquització. Va morir amb aproximadament 70 anys a la batalla d'Aguere el 14 de novembre de 1494, contra l'Adelantado de Canàries Alonso Fernández de Lugo, juntament amb el seu germà o germanastre Tinguaro, el que va representar el final de la resistència guanxe davant la conquesta de Tenerife i de les Illes Canàries per part de la Corona de Castella.